# Lousã
Lousã (lo(ou)'zɐ̃) è un comune portoghese di 15 753 abitanti situato nel distretto di Coimbra.

## Società

### Evoluzione demografica
| Popolazione di Lousã (1801 – 2004) | Popolazione di Lousã (1801 – 2004) | Popolazione di Lousã (1801 – 2004) | Popolazione di Lousã (1801 – 2004) | Popolazione di Lousã (1801 – 2004) | Popolazione di Lousã (1801 – 2004) | Popolazione di Lousã (1801 – 2004) | Popolazione di Lousã (1801 – 2004) | Popolazione di Lousã (1801 – 2004) |
| ---------------------------------- | ---------------------------------- | ---------------------------------- | ---------------------------------- | ---------------------------------- | ---------------------------------- | ---------------------------------- | ---------------------------------- | ---------------------------------- |
| 1801                               | 1849                               | 1900                               | 1930                               | 1960                               | 1981                               | 1991                               | 2001                               | 2004                               |
| 6574                               | 10275                              | 11685                              | 12905                              | 13900                              | 13020                              | 13447                              | 15753                              | 17252                              |

## Freguesias
- Foz de Arouce e Casal de Ermio
- Gândaras
- Lousã e Vilarinho
- Serpins